# Daniel Beckher der Ältere
Daniel Beckher der Ältere (* 13. September 1594 in Danzig; † 14. Oktober 1655 in Königsberg i. Pr.) war ein deutscher Mediziner. Er gilt als „preußischer Hippokrates“.

## Leben
Der Sohn des Danziger Kaufmanns Johann Beckher und dessen Frau Barbara Tidicäus hatte anfänglich die Schulen seiner Geburtsstadt besucht. Dann schickten ihn seine Eltern nach Polen, um die polnische Sprache zu erlernen. Zurückgekehrt nach Danzig, ging er auf das dortige Gymnasium, wo er sich Kenntnisse in Logik, Metaphysik, Physik, Mathematik und Ethik aneignete. 1615 bezog er die Universität Marburg, um ein Studium der medizinischen Wissenschaften zu absolvieren. Hier hatte er vor allem die Vorlesungen von Johann Hartmann, Nicolaus Braun (1558–1639) und Heinrich Petraeus (1589–1620) besucht. 1617 setzte er seine Studien an der Universität Heidelberg bei Peter de Spina III. (1592–1655) und Simon Opsopäus (1576–1619) fort. Bei Opsopäus hatte er die Disputation de pulmonibus abgehalten.
Von Heidelberg aus unternahm er einen Ausflug nach Frankreich, jedoch kehrte er bald nach Danzig zurück, weil ihm das Geld ausgegangen war. Ein Jahr später absolvierte er eine Reise durch Polen, Schlesien, Mähren, Österreich, Franken, Meißen und gelangte so 1618 an die Universität Wittenberg, wo er die Vorlesungen des Daniel Sennert besuchte. Im Haus von Balthasar Meisner untergekommen, wurde er mit den Auffassungen der lutherischen Orthodoxie vertraut gemacht. Im November 1620 bezog er die Universität Rostock, wo er noch im selben Jahr die Disputation de Catarrho abhielt. Von hier aus zog er nach Schweden und Dänemark, wo er unter anderem seine Studien an der Universität Kopenhagen fortsetzte. Er reiste danach zurück nach Wittenberg, wo er 1623 von Georg Loth dem Älteren die Berufung als dritter ordentlicher Professor der Medizin und der Physik an die Albertus-Universität Königsberg erhielt.
Zu diesem Zweck erwarb er am 1. September 1623 in Königsberg das Lizentiat der Medizin, wurde 1625 Stadtphysikus in Kneiphof und stieg 1635 zum zweiten ordentlichen Professor in Königsberg auf. Damit verbunden wurde er Leibarzt am polnischen Hof und, nachdem er 1636 in die erste ordentliche Professur aufgestiegen war, 1639 kurfürstlich brandenburgischer Leibarzt. Als Professor der Königsberger Hochschule beteiligte er sich auch an deren organisatorischen Aufgaben und war in den Wintersemestern 1635/36, 1639/40, 1643/44, 1647/48 sowie 1651/52 Rektor der Alma Mater. Beckher führte 1636 einen Lektionskatalog an der Universität ein. Er wurde am 14. März 1640 zum Doktor der Medizin promoviert und erwarb sich einen ausgezeichneten Ruf als Mediziner. Als Anhänger von Paracelsus Lehren war er dennoch ein in seiner Zeit verhafteter Mensch geblieben. Er wurde ein Opfer seines Berufs und starb an der Pest.
Beckher sind die Schilderungen der ersten operativen Mageneröffnungen Magenoperation zu verdanken, insbesondere die von Daniel Schwabe 1635 zur Entfernung eines verschluckten Messers ausgeführte.

## Familie
Beckher hatte sich 1624 in Wittenberg mit Maria (* 28. März 1602 in Wittenberg; † 29. März 1665 in Königsberg) verheiratet.
Diese war Tochter des Wittenberger Bürgermeisters Johann Lentz und dessen Frau Barbara Sumius, die Tochter des Bremer Pfarrers Johannes Sumius. Aus dieser Ehe stammen die zwei Söhne Daniel Beckher der Jüngere und Christian Friedrich Beckher.

## Schriften
- Spagyria Microcosmi, tradens medicinam e corpore hominis, turn vivo, tum extincto, docte eruendam, scite praeparaudani et dextre propinandam. Wittenberg 1622

Neuauflage: Medicus Microcosmus seu Spagyria Microcosmi triplo auctior & correctior, exbibens Medicinam Corpore Hominis tnm vivo, turn extincto docte eruendam, scite praeparandam & dextre propinandam. Leiden 1633 (Digitalisat, Stadtbibliothek Lübeck); London 1660
- Disputatio inaug. pro licentia 1623 d. 1. Decemb. hab. sistens centuriam thesium de adfectu Hypochondriaco
- Disp. physiol. inaug. de calido innato; pro obtinendo loco in facult med. ordinano. Königsberg 1624
- Fünfzehn nützliche Fragen von der zehnjährigen Pest und noch jetzo schleichenden Pestilenz in Preußenland. Königsberg 1630
- Kurtzes und einfältiges Bedencken von deß Schweffels-Regen, so allhier im Fürstenthumb Preussen, Anno 1633. den 8. Junij bey Liepstadt gesehen worden: Wie auch Der unnatürlichen und vielfältigen Meusen auffm Felde Ursachen und Bedeutungen. Königsberg 1633
- Disp. circularis de sudore in genere et in specie de sangoineo. Königsberg 1633
- Disqusitio physica de variis Draconnm generibus. Königsberg 1633
- Xenium regi Bethlehemitico sacrum de Myrrha. Königsberg 1634. (27. Jan.)
- De natura et constitutione Spagyricae. 1634.
- Μικροκοσμολογιας pars I continens infimi ventris anatomiam, XII disputationibus publice habitis delineatam. Königsberg 1634
- Disputatio physica de Lachrymis. Königsberg 1634
- Disquisitio phys. de glacie cruenta, anno 1633 mense Decembri Regiomonti observata. Regiom. 1634
- Theses med. de Phthisi. Regiom. 1636
- De cultrivoro Prussiaco observatio & curatio singularis Decade Positionum, varijs rariorum observationum historijs refertarum, illustrata & proposita. Königsberg 1636, Leiden 1638, 1640
- Problematum medicoram decas III. de Epilepsia. Königsberg 1637
- Theses medicao de methodo medendi generali. Königsberg 1639
- Pest-Regiment. Königsberg 1639, 1653
- Theriacologia. Königsberg 1642
- Centuriae III Problem. medicorum Decas 5 de Asthmate. Königsberg 1642
- Centuriae III Problem, medicorum Decas 7 de Empyemate. Königsberg 1642
- Centuriae III Problem, medicorum Decas 8. de Phthisi. Königsberg 1642
- Centuriae III Problem, medicorum Decas 9. de palpitatione cordis. Königsberg 1642
- Disputatio de Pipere et Opio. Königsberg 1642
- Nützliche kleine Haus-Apotheck : darinnen enthalten die Beschreibung theils des Hollunders, aus des Martini Blochwitij lateinischen Tractat ins Deutsche versetzet, theils des Wacholders. Königsberg 1642, 1650, 1665, Leipzig 1685[6]
- Historische Beschreibung des Preussischen Messerschluckers, wie er nicht allein durch einen Schnitt des Messers befreyet, glücklich geheilet, sondern nunmehr ein Weib gefreyet, und zu Landsberg in Preussen seine Wohnung genommen, sich auch bisz anhero frisch und gesund befindet. Nebenst seinem Natürlichen Contrafayt und des verschluckten Messers eigendlicher Gestalt und Länge wie auch Erörterungen Fünffzehen Medicinalischer Fragen. P. Hendels, Königsberg 1643.
- Decas positionum medicarum probantium, podagram diaetae beneficio et praeservari et curari posse. Königsberg 1644
- Disputat. med. ultima primi Centenarij de Dysenteria. Königsberg 1644
- Disputat. med. exhibens quaedam Problemata. Königsberg 1645
- Disputat. med. nosologica I, II, III.
  - I. De morbi natura ejusdemque differeutiis essentialibus in genere. Königsberg 1646. (12. Jan.)
  - II. De accidentalibos morborum differentiis. Königsberg 1646 (21. Sept.)
  - III. De temporibos morborum. Königsberg 1647. (4. Jan.)
- Problemata medica de Calculo renum. Königsberg 1647
- Dispatationom therapenticarum I–III. V
  - I. De medendi methodo in genere et sectis medicinae. Königsberg 1647 (30. Aug.)
  - II. De indicationibus et indicantibus in genere. Königsberg 1647 (20. Sept.)
  - III. De indicantibus secundariis ut et consensu et dissenso indicantinm. Königsberg 1648. (4. Sept.)
  - V. De vitali indicatione et victus ratione in genere. Königsberg 1649. (5. März)
- Historia morbi Academici Regiomontani seu febris malignae epidemiae civibus Academicis imprimis Communis Electoralis Mensae Convictoribus funestae. Königsberg 1649
- Commentatio de theriaca. Königsberg 1649
- Nützlicher Bericht vom Blutgange. Königsberg 1650
- De febre tertiana intermittente epidemica. Königsberg 1651
- Observatio de unguento armamentario s. magnetica vnlnerum curatione. Königsberg (Wieder abgedruckt im „Theatrum sympatheticum to.“ Norimb. 1662.)

Nicht nachgewiesene Werke
de angina
de synope
de paresi ex colica
de hermaphroditis & evnuchis
de igne & aqua elementary
de spuro
de pleuritide
de lethargo
de convulsione
de phrenitide
de vertigine
de apoplexia
de partibus utriusque sexua generationi dicatis
de anima rationali
de suffusione
de spiritibus vitalibus et animalibus
de affectibus saporosia
de melancholia
de peripneumonia
de tussi
de haemoptysis
de cardialgia
de spasmo
de hydragogis
de therapia
de materia therapeutics
de pilis et unguibus
de muaculis
de catarrbo.